# Contratto di Taylor

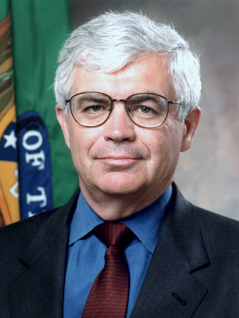
John B. Taylor

Il contratto di Taylor o contratto scaglionato è stato formulato per la prima volta da John B. Taylor nei suoi articoli1979 "Staggered wage setting in a macro model", 1979,  e  "Aggregate Dynamics and Staggered Contracts", 1980.  Riducendo la teoria all'osso: si ipotizzi l'esistenza di due sindacati di ugale dimensione che stabiliscono i salari in un settore. Ogni periodo, uno dei sindacati stabilisce il salario nominale per due periodi (cioè costante nei due periodi). Ciò significa che in un dato periodo, solo uno dei sindacati (che rappresenta metà dei lavoratori del settore) può rivedere i propri salari e reagire agli eventi appena accaduti. Quando il sindacato stabilisce il salario, per un periodo di tempo noto e fisso (due periodi), saprà cosa accade in questo periodo, mentre dovrà formulare delle aspettative sui fattori del secondo periodo che determinano il salario ottimale da stabilire. Sebbene il modello fosse stato inizialmente utilizzato per modellare la determinazione dei salari, nei successivi nuovi modelli keynesiani venne utilizzato anche per modellare la determinazione dei prezzi da parte delle aziende.
L'importanza del contratto di Taylor risiede nel fatto che esso introduce una rigidità nominale nell'economia. Nella macroeconomia, se tutti i salari e i prezzi fossero perfettamente flessibili, la moneta risulterebbe neutrale e la dicotomia classica sarebbe valida. Nei modelli keynesiani precedenti, come il modello IS-LM, si assumeva semplicemente che salari e/o prezzi fossero fissi nel breve periodo in modo permettendo così al denaro di influenzare il PIL e l’occupazione . John Taylor comprese, introducendo contratti scaglionati o sovrapposti, si poteva consentire ad alcuni salari di reagire immediatamente agli shock correnti, mentre il fatto che alcuni fossero stati stabiliti nel periodo precedente sarebbe stato sufficiente da introdurre una dinamica nei salari (e nei prezzi). Anche in presenza di uno shock isolato nell'offerta di moneta, i contratti di Taylor innescherebbero un processo di aggiustamento salariale che richiederebbe del tempo per reagire, durante il quale la produzione (PIL) e l'occupazione potrebbero discostarsi dall'equilibrio di lungo periodo.

## Importanza storica
Il contratto di Taylor è nato come risposta ai risultati della nuova macroeconomia classica, in particolare alla proposta di inefficacia della politica economica proposta nel 1975 da Thomas J. Sargent e Neil Wallace basata sulla teoria delle aspettative razionali. Quest'ultima postula che la politica monetaria non può gestire sistematicamente i livelli di produzione e di occupazione nell'economia e che gli shock monetari possono solo dare origine a deviazioni transitorie della produzione dall'equilibrio. La proposta di inefficacia della politica economica si basava su salari e prezzi flessibili. Con l'approccio dei contratti sovrapposti di Taylor, anche in presenza di aspettative razionali, gli shock monetari possono avere un effetto duraturo sulla produzione e sull'occupazione.

## Valutazione
I contratti di Taylor non sono diventati il metodo standard per modellare la rigidità nominale nei nuovi modelli DSGE keynesiani, che hanno privilegiato il modello di rigidità nominale di Calvo. La ragione principale è che i modelli di Taylor non generano sufficiente rigidità nominale per adattare i dati sulla persistenza degli shock di produzione. I modelli Calvo sembrano farlo con maggiore persistenza rispetto ai modelli Taylor.

## Sviluppo del concetto
L'idea che i contratti durino solo due periodi può essere generalizzata a qualsiasi numero. Ad esempio, se si ritiene che gli stipendi siano stabiliti per periodi di un anno e si dispone di un modello trimestrale, la durata del contratto sarà di 4 periodi (4 trimestri). Ci sarebbero quindi 4 sindacati, ciascuno dei quali rappresenta il 25% del mercato. Ogni periodo, uno dei sindacati modifica il proprio salario per quattro periodi. In generale, se i contratti durano per una quantità i di periodi, ci sono un numero i di sindacati e solo uno ripristina i salari (prezzi) ogni periodo. Quindi, se i contratti durano 10 periodi, ci sono 10 unioni e 1 ripristino ogni periodo.

Tuttavia, Taylor si rese conto che, nella pratica, esiste una grande eterogeneità nella durata dei contratti salariali nell'economia.
"C'è una grande eterogeneità nella determinazione di salari e prezzi. Infatti, i dati suggeriscono che c'è una differenza tanto grande tra le durate medie di diversi tipi di accordi di determinazione dei prezzi, o tra le durate medie di diversi tipi di accordi di determinazione dei salari, quanto tra la determinazione dei salari e la determinazione dei prezzi. I prezzi degli alimenti cambiano molto più frequentemente dei prezzi delle riviste: i prezzi dei succhi d'arancia congelati cambiano ogni due settimane, mentre i prezzi delle riviste cambiano ogni tre anni! I salari in alcuni settori cambiano una volta all'anno, in media, mentre altri cambiano ogni trimestre e altri ancora una volta ogni due anni. Si potrebbe sperare che un modello con una determinazione rappresentativa omogenea dei prezzi o dei salari sia una buona approssimazione di questo mondo più complesso, ma molto probabilmente sarà necessario un certo grado di eterogeneità per descrivere la realtà in modo accurato."
Nel suo libro 1991 Macroeconomic Policy in a World Economy, 1991, Taylor ha sviluppato un modello dell'economia statunitense in cui sono presenti diverse durate di contratti, da 1 a 8 trimestri. L’approccio di avere diversi settori con diverse durate contrattuali è noto come economia di Taylor generalizzata ed è stato utilizzato in diversi nuovi studi keynesiani .

## Esempio matematico
Per illustrare la meccanica del contratto di Taylor a due periodi, adotteremo un semplice modello macro tratto da Romer (2011), pp. 322–328. Procederemo in termini di salari, ma la stesso metodo si applicherebbe a un modello di prezzi di Taylor. Per la derivazione del modello di Taylor sotto una varietà di ipotesi, consultare l'indagine di Guido Ascari. Le variabili sono espresse in forma logaritmica-lineare, cioè come deviazioni proporzionali per un certo stato stazionario.
L'economia è divisa in due settori di uguali dimensioni: in ogni settore ci sono sindacati che stabiliscono i salari nominali per due periodi. I settori ripristinano i loro salari in periodi alterni (da qui la natura sovrapposta o scaglionata dei contratti). Il salario di ripristino nel periodo t è indicato da {\displaystyle x_{t}} . I prezzi nominali sono un ricarico sui salari in ogni settore, in modo che il prezzo possa essere espresso come un ricarico sui salari prevalenti: il salario di ripristino per questo periodo e il salario fissato nel periodo precedente:
{\displaystyle P_{t}={\frac {x_{t}+x_{t-1}}{2}}} .
Possiamo definire il salario flessibile ottimale {\displaystyle x_{t}^{*}} come il salario che il sindacato vorrebbe fissare se fosse libero di ripristinarlo ogni periodo. Si suppone che ciò abbia la forma:
{\displaystyle x_{t}^{*}=P_{t}+\gamma .Y_{t}} .
Dove {\displaystyle Y_{t}} è il PIL e {\displaystyle \gamma >0} è un coefficiente che cattura la sensibilità dei salari alla domanda. Se {\displaystyle \gamma =0}, allora il salario flessibile ottimale dipende solo dai prezzi ed è insensibile al livello della domanda (di fatto, abbiamo una rigidità reale). Valori maggiori di {\displaystyle \gamma >0} indicano che il salario nominale risponde alla domanda: una maggiore produzione comporta un salario reale più alto. I microfondamenti per il salario o il prezzo flessibile ottimale si possono trovare nel capitolo 5 di Walsh (2011) e nel capitolo 3 di Woodford (2003).
Nel modello di Taylor, il sindacato deve fissare lo stesso salario nominale per due periodi. Il salario di ripristino è quindi la media prevista del salario flessibile ottimale nei due periodi successivi:
{\displaystyle x_{t}={\frac {x_{t}^{*}+E_{t}x_{t+1}^{*}}{2}}}
Dove {\displaystyle x_{t}E_{t}x_{t+1}^{*}} è l'aspettativa di {\displaystyle x_{t+1}^{*}} condizionato alle informazioni a t.
Per chiudere il modello abbiamo bisogno di un semplice modello di determinazione della produzione. Per semplicità, possiamo assumere il semplice modello della teoria quantitativa (QT) con velocità costante. Consideriamo {\displaystyle M_{t}} l'offerta di moneta:
{\displaystyle Y_{t}=M_{t}-P_{t}}
Utilizzando l'equazione del salario flessibile ottimale possiamo sostituire {\displaystyle x_{t}^{*}} in termini di produzione e prezzo (attuale e previsto) per ottenere il salario di ripristino:
{\displaystyle x_{t}={\frac {P_{t}+E_{t}P_{t+1}+\gamma .(Y_{t}+E_{t}Y_{t+1})}{2}}} .
Utilizzando l'equazione QT, possiamo quindi eliminare {\displaystyle Y_{t}} in termini di offerta di moneta e prezzo:
{\displaystyle x_{t}={\frac {P_{t}(1-\gamma )+E_{t}P_{t+1}(1-\gamma )+\gamma .(M_{t}+E_{t}M_{t+1})}{2}}} .
Utilizzando l'equazione del ricarico, possiamo esprimere il prezzo in ogni periodo in termini di salari di ripristino, per darci l'equazione differenziale stocastica di secondo ordine in {\displaystyle x_{t}}
{\displaystyle x_{t}=A.(x_{t-1}+E_{t}x_{t+1})+(1-2A).M_{t}} ,
dove {\displaystyle A={\frac {1}{2}}{\frac {1-\gamma }{1+\gamma }}} .
Infine, dobbiamo fare alcune supposizioni sul processo stocastico che guida l'offerta di moneta. Il caso più semplice da considerare è un andamento casuale:
{\displaystyle M_{t}=M_{t-1}+\epsilon _{t},}
dove {\displaystyle \epsilon _{t}} è uno shock monetario con media zero e nessuna correlazione seriale (il cosiddetto rumore bianco). In questo caso, la soluzione per il salario nominale di ripristino è:
{\displaystyle x_{t}=\lambda .x_{t-1}+(1-\lambda )m_{t},}
Dove {\displaystyle \lambda ^{*}} è l'autovalore stabile:
{\displaystyle \lambda ^{*}={\frac {1-\gamma }{1+\gamma }}.}
Se {\displaystyle \lambda ^{*}=1} esiste una rigidità nominale perfetta e il salario di ripristino di questo periodo è lo stesso del periodo precedente. Salari e prezzi rimangono fissi sia in termini reali che nominali. Per {\displaystyle \lambda ^{*}<1} i prezzi nominali si adeguano al nuovo stato stazionario. Poiché il denaro segue un andamento casuale, lo shock monetario dura per sempre e il nuovo stato stazionario dei prezzi e dei salari è uguale a {\displaystyle M_{t}} . Il salario si adeguerà al nuovo stato stazionario più rapidamente quanto più piccolo è {\displaystyle \lambda ^{*}}. È possibile riscrivere la soluzione precedente come:
{\displaystyle x_{t}-m_{t}=\lambda .(x_{t-1}-m_{t}).}
Il lato sinistro esprime il divario tra l'attuale salario di ripristino e il nuovo stato stazionario: questa è una proporzione {\displaystyle \lambda ^{*}} del divario precedente. Quindi un {\displaystyle \lambda ^{*}} più piccolo implica che il divario si riduce più rapidamente. Il valore di {\displaystyle \lambda ^{*}} determina quindi la rapidità con cui il salario nominale si adegua al suo nuovo valore di stato stazionario.

## Riferimenti
1. ↑   John Taylor, Staggered Price and Wage Setting in Macroeconomics, National Bureau of Economic Research, 1998-10. URL consultato il 3 aprile 2025.
2. ↑   John B. Taylor, Aggregate Dynamics and Staggered Contracts, in Journal of Political Economy, vol. 88, n. 1, 1980-02,  pp. 1–23, DOI:10.1086/260845. URL consultato il 3 aprile 2025.
3. ↑  (EN) Thomas J. Sargent e Neil Wallace, "Rational" Expectations, the Optimal Monetary Instrument, and the Optimal Money Supply Rule, in Journal of Political Economy, vol. 83, n. 2, 1975-04,  pp. 241–254, DOI:10.1086/260321. URL consultato il 3 aprile 2025.
4. ↑   V. V. Chari, Patrick J. Kehoe e Ellen R. Mcgrattan, Sticky Price Models of the Business Cycle: Can the Contract Multiplier Solve the Persistence Problem?, in Econometrica, vol. 68, n. 5, 2000-09,  pp. 1151–1179, DOI:10.1111/1468-0262.00154. URL consultato il 3 aprile 2025.
5. ↑   Michael T. Kiley, Partial Adjustment and Staggered Price Setting, in Journal of Money, Credit, and Banking, vol. 34, n. 2, 2002,  pp. 283–298, DOI:10.1353/mcb.2002.0042. URL consultato il 3 aprile 2025.
6. ↑   John B. Taylor, Chapter 15 Staggered price and wage setting in macroeconomics, Elsevier, 1999,  pp. 1009–1050, ISBN 978-0-444-50157-8. URL consultato il 3 aprile 2025.
7. ↑  John B. Taylor (1994), Macroeconomic Policy in a World Economy, Norton. ISBN 978-0393963168
8. ↑  (EN) J.B. Taylor, The Staying Power of Staggered Wage and Price Setting Models in Macroeconomics, vol. 2, Elsevier, 2016,  pp. 2009–2042, DOI:10.1016/bs.hesmac.2016.04.008, ISBN 978-0-444-59487-7. URL consultato il 3 aprile 2025.
9. ↑   Günter Coenen, Andrew T. Levin e Kai Christoffel, Identifying the influences of nominal and real rigidities in aggregate price-setting behavior, in Journal of Monetary Economics, vol. 54, n. 8, 2007-11,  pp. 2439–2466, DOI:10.1016/j.jmoneco.2006.12.017. URL consultato il 3 aprile 2025.
10. ↑   Engin Kara, Optimal monetary policy in the generalized Taylor economy, in Journal of Economic Dynamics and Control, vol. 34, n. 10, 2010-10,  pp. 2023–2037, DOI:10.1016/j.jedc.2010.04.006. URL consultato il 3 aprile 2025.
11. ↑   Dixon H, Le Bihan H (2012) "Generalised Taylor and Generalised Calvo Price and Wage Setting: Micro-evidence with Macro Implications, The Economic Journal, volume 122, pp. 532–554, DOI: 10.1111/j.1468-0297.2012.02497.x
12. ↑   Guido Ascari, Price/Wage Staggering and Persistence: A Unifying Framework, in Journal of Economic Surveys, vol. 17, n. 4, 21 luglio 2003,  pp. 511–540, DOI:10.1111/1467-6419.00203. URL consultato il 3 aprile 2025.

## Fonti
- David Romer, Advanced Macroeconomics, McGraw-Hill Higher Education; 4a edizione (2011) ISBN 978-0073511375.
- Carl Walsh Teoria e politica monetaria (3a edizione), MIT Press 2010, ISBN 978-0262013772.
- Michael Woodford, Interessi monetari e prezzi, Princeton University Press, 2003, ISBN 978-1400830169.